# Jakub Grič
Jakub Grič (ur. 5 lipca 1996 w Preszowie) – słowacki piłkarz występujący na pozycji pomocnika w klubie Chrobry Głogów.

## Kariera klubowa
Wychowanek ŠK Odeva Lipany. W 2011 roku przeniósł się do MFK Zemplín Michalovce i rozpoczął grę w zespołach młodzieżowych tego klubu. Na początku 2014 roku włączono go do kadry pierwszej drużyny grającej w 2. Lidze i od tego momentu rozpoczął on regularne występy. W sezonie 2014/15 awansował z Zemplínem - po raz pierwszy w historii tego klubu - do słowackiej ekstraklasy. 18 lipca 2015 zadebiutował w niej w przegranym 0:1 meczu przeciwko AS Trenčín.
W styczniu 2018 roku wypożyczono go na pół roku do Sandecji Nowy Sącz prowadzonej przez Kazimierza Moskala. 10 lutego 2018 zadebiutował w Ekstraklasie w przegranym 1:4 meczu z Pogonią Szczecin. Po zakończeniu sezonu 2017/18, w którym rozegrał 6 spotkań, Sandecja zajęła ostatnią lokatę w tabeli i spadła do I ligi.

## Kariera reprezentacyjna
W 2012 roku rozpoczął występy w reprezentacji Słowacji U-17. W maju 2013 roku znalazł się w składzie na Mistrzostwa Europy U-17. Na turnieju tym rozegrał on 4 spotkania, a Słowacja odpadła w półfinale po porażce 0:2 z Włochami. W październiku tego samego roku wystąpił na Mistrzostwach Świata U-17 rozegranych w Zjednoczonych Emiratach Arabskich. Grič zaliczył na tym turnieju 3 spotkania grupowe. W meczu 1/16 finału, w którym Słowacja odpadła z Urugwajem (2:4), nie mógł on wystąpić z powodu pauzy za czerwoną kartkę.
Jesienią 2017 roku otrzymał od Pavla Hapala powołania do kadry U-21 na mecze eliminacji Mistrzostw Europy 2019 przeciwko Islandii i dwukrotnie Hiszpanii, jednak nie wystąpił w żadnym ze spotkań.